# Rusty Schwimmer
Rusty Schwimmer (* 25. August 1962 in Chicago, Illinois) ist eine US-amerikanische Schauspielerin.

## Leben
Rusty Schwimmer wurde im North Shore, dem nördlichen Chicago geboren und wuchs dort auch auf. Sie besuchte die New Trier High School und studierte am Columbia College Chicago. Dabei wurde sie jeweils von ihrer besten Freundin, der Schauspielerin Virginia Madsen begleitet. Mitte der 1980er Jahre arbeitete sie noch in der Chicagoer Clubszene und wollte ursprünglich Sängerin werden. Erst als sie sich entschied, in der Schauspielerei ihr Glück zu suchen, konnte sie im Showbusiness Fuß fassen. Nach kleinen Nebenrollen als Statistin in Kino- und Fernsehproduktionen in den 1980er Jahren, war sie seitdem in Spielfilmen wie Das Urteil – Jeder ist käuflich und The Sessions – Wenn Worte berühren sowie Fernsehserien wie Picket Fences – Tatort Gartenzaun und The Guardian – Retter mit Herz zu sehen.

## Filmografie (Auswahl)
Film
- 1988: Memories of Me
- 1991: Highlander II – Die Rückkehr (Highlander II – The Quickening)

- 1992: Candyman’s Fluch (Candyman)

- 1993: Die Hölle in mir (Darkness Before Dawn)
- 1993: Jason Goes to Hell – Die Endabrechnung (Jason Goes to Hell: The Final Friday)
- 1995: Little Princess (A Little Princess)
- 1996: Der Mann, der Eichmann jagte (The Man Who Captured Eichmann)
- 1996: Twister
- 1997: Amistad
- 2000: Der Sturm (The Perfect Storm)
- 2003: Das Urteil – Jeder ist käuflich (Runaway Jury)
- 2005: Kaltes Land (North Country)
- 2005: Mozart und der Wal (Mozart and the Whale)
- 2009: Der Informant! (The Informant!)
- 2012: The Sessions – Wenn Worte berühren (The Sessions)
- 2016: American Fable
- 2016: Das Belko Experiment (The Belko Experiment)

Serie
- 1991: Parker Lewis – Der Coole von der Schule (Parker Lewis Can't Lose , eine Folge)
- 1992–1995: Picket Fences – Tatort Gartenzaun (Picket Fences, drei Folgen)
- 2001–2003: The Guardian – Retter mit Herz (The Guardian, acht Folgen)
- 2002: Six Feet Under – Gestorben wird immer (Six Feet Under, eine Folge)
- 2003: Gilmore Girls (zwei Folgen)
- 2004: Boston Legal (eine Folge)
- 2007: Desperate Housewives (eine Folge)
- 2016: Lucifer (eine Folge)